# Primer ministre de Finlàndia
El Primer Ministre de Finlàndia (en finès: Suomen pääministeri, en suec: Republiken Finlands statsminister) és el cap de govern d'aquest país nòrdic. El primer ministre és nomenat pel President de la República, que és el cap d'estat. L'actual primer ministre és Petteri Orpo, del Partit de la Coalició Nacional.

## El càrrec
Segons la constitució finlandesa (reformada l'any 2000), el President de la República nomena el primer ministre després que uns partits polítics hagin presentat un candidat al parlament, juntament amb la composició del nou govern. El parlament ha de ratificar el candidat amb majoria absoluta, en una votació sense altres candidats. Si el candidat no té prou suports, el president fa una segona nominació i s'enceta una segona volta de negociacions. Si tot i així el candidat tampoc rep prou suport parlamentari, es fa una tercera nominació, i el candidat en qüestió ja tan sols necessita una majoria simple per ésser elegit.

## Història
El 1918, el Senat Finlandès fou transformat en el consell d'estat (o gabinet de govern) de Finlàndia i, per tant, el càrrec de Vicepresident de la Divisió Econòmica del Senat va ésser transformat en el Primer Ministre, la residència oficial del qual es troba des de 1919 al Kesäranta, un palau del barri de Meilahti de Hèlsinki, la capital.
Des de la declaració d'independència (el 6 de desembre de 1917) a Finlàndia hi ha hagut 72 gabinets de govern, inclòs l'actual. El més longeu de tots correspon als dos gabinets consecutius del Primer ministre Paavo Lipponen (1995-2003), ocupant un total de 1464 dies.

## Salari i altres beneficis
El salari del primer ministre està establert per llei, i és la mateixa quantitat que correspon al President del Parlament. Aquesta quantitat és d'11.675 € mensuals (en vigor des de l'1 de maig de 2011). A més a més el primer ministre rep la meitat del sou com a parlamentari (càrrec pel qual ha estat elegit per arribar a Primer ministre). El sou complet de cada diputat a 1 de maig de 2011 és de 6.335 € mensuals. Per tant, el sou total del primer ministre ascendeix a 14.842 € mensuals.
A més a més el primer ministre té dret a trenta dies de descans anuals. El manteniment, direcció i serveis de la residència oficials estan pagats pel govern, així mateix com els serveis de transport i seguretat als quals pot disposar.